# Université de Cardiff
Pour les articles homonymes, voir Cardiff (homonymie).
L'université de Cardiff (anglais : Cardiff University; gallois : Prifysgol Caerdydd) est une université fondée en 1883. Elle est située dans le secteur Cathays Park de Cardiff, au Pays de Galles, Royaume-Uni.
L'école des études européennes (School of European Studies) de l'université de Cardiff propose depuis 2002 un double cursus en association avec l'Institut d'études politiques de Bordeaux, dénommé « filière intégrée France/Royaume-Uni ».
L'université a également noué depuis plus de 20 ans un partenariat avec la faculté de droit de l'université de Nantes. Cette filière franco-britannique (ou FFB) est un cursus d'excellence permettant au étudiants français d'obtenir en quatrième année un double diplôme constitué d'un master 1 français et d'un LL.M. de l'université de Cardiff.
En contrepartie, ce partenariat permet aux étudiants gallois d'obtenir un LL.B "Law and French" de l'université de Nantes.

## Certification
En 2017, l'université de Cardiff est titulaire du Teaching of Excellence Framework (TEF) Silver, soit la seconde plus haute distinction octroyée par le gouvernement britannique. Le Teaching Excellence Framework (TEF) est un test organisé par l'administration britannique mesurant l'excellence académique des différentes universités du pays.

## Personnalités liées à l'université

### Enseignants
- Caroline Bergvall, enseignante de création littéraire et artistique.
- Barbara Foxley (1860-1958), professeure de sciences de l'éducation

## Rang mondial
En 2008, l'université de Cardiff occupait la 102e place mondiale des meilleures universités, juste devant l'université belge de Louvain (ou Leuven en néerlandais).
En 2017, l'université de Cardiff est la 99e université mondiale sur 500, selon le classement de Shanghaï.